# Hungarian International 2017
Die Hungarian International 2017 fanden vom 2. bis zum 5. November 2017 in Budapest statt. Es war die 42. Auflage dieser internationalen Meisterschaften von Ungarn im Badminton.

## Sieger und Platzierte
| Disziplin    | Gold                               | Silber                               | Bronze                                      |
| ------------ | ---------------------------------- | ------------------------------------ | ------------------------------------------- |
| Herreneinzel | Victor Svendsen                    | Pablo Abián                          | Kalle Koljonen                              |
| Herreneinzel | Victor Svendsen                    | Pablo Abián                          | Toby Penty                                  |
| Dameneinzel  | Neslihan Yiğit                     | Aliye Demirbağ                       | Soraya de Visch Eijbergen                   |
| Dameneinzel  | Neslihan Yiğit                     | Aliye Demirbağ                       | Linda Zechiri                               |
| Herrendoppel | Frederik Colberg Rasmus Fladberg   | Joel Eipe Philip Seerup              | Steve Olesen Mathias Weber Estrup           |
| Herrendoppel | Frederik Colberg Rasmus Fladberg   | Joel Eipe Philip Seerup              | Gergely Krausz Samatcha Tovannakasem        |
| Damendoppel  | Ekaterina Bolotova Alina Davletova | Elena Komendrovskaja Maria Shegurova | Gabriella Bøje Emilie Juul Møller           |
| Damendoppel  | Ekaterina Bolotova Alina Davletova | Elena Komendrovskaja Maria Shegurova | Anne Katrine Hansen Marie Louise Steffensen |
| Mixed        | Rodion Alimov Alina Davletova      | Søren Gravholt Louise Eriksson       | Jakub Bitman Alžběta Bášová                 |
| Mixed        | Rodion Alimov Alina Davletova      | Søren Gravholt Louise Eriksson       | Richard Eidestedt Clara Nistad              |